# Ульяновско-Димитровградская агломерация
Улья́новско-Димитровгра́дская агломера́ция — двухъядерная городская агломерация-конурбация Ульяновска и Димитровграда в Ульяновской области России.

## Состав
В состав Ульяновско-Димитровградской агломерации входят 11 муниципальных образований Ульяновской области: городские округа Ульяновск, Димитровград и Новоульяновск, а также Мелекесский, Новомалыклинский, Сенгилеевский, Старомайнский, Тереньгульский, Ульяновский, Цильнинский и Чердаклинский муниципальные районы общей площадью 15 587,64 км².
| МО                     | Площадь, км² | Население, чел. | Плотность, чел./км² |
| ---------------------- | ------------ | --------------- | ------------------- |
| Ульяновск              | 628,96       | 633 484         | 1007,19             |
| Димитровград           | 103,98       | 108 073         | 1039,36             |
| Новоульяновск          | 253,67       | 16 618          | 65,51               |
| Мелекесский район      | 3472,3       | 29 193          | 8,41                |
| Новомалыклинский район | 971          | 11 548          | 11,89               |
| Сенгилеевский район    | 1349,03      | 19 008          | 14,09               |
| Старомайнский район    | 2044,1       | 14 556          | 7,12                |
| Тереньгульский район   | 1756,3       | 15 507          | 8,83                |
| Ульяновский район      | 1273         | 34 931          | 27,44               |
| Цильнинский район      | 1293         | 23 007          | 17,79               |
| Чердаклинский район    | 2442,3       | 38 945          | 15,95               |
| Итого                  | 15 587,64    | 944 870         | 60,66               |

## История
13 июля 2015 года была утверждена «Стратегия социально-экономического развития Ульяновской области до 2030 года», где было отмечено, что агломерирование в регионе должно идти по пути формирования двухъядерной агломерации; которой на тот момент не существовало, а имелась только «слабоструктурированная зона повышенного социально-экономического потенциала» от Цильнинского района на северо-западе до Новомалыклинского района на востоке с ядром в виде Ульяновской моноцентрической агломерации (включающей города Ульяновск и Новоульяновск), непосредственно примыкающей к Димитровградской агломерационной зоне.
По результатам «анализа экономического пространства межмуниципальной агломерации» в состав Ульяновско-Димитровградской инновационной агломерации вошло 9 муниципальных образований Ульяновской области: МО «Город Ульяновск», МО «Город Димитровград», МО «Город Новоульяновск», МО «Ульяновский район», МО «Цильнинский район», МО «Мелекесский район», МО «Чердаклинский район», МО «Новомалыклинский район», МО «Старомайнский район».
В 2022 году стало известно, что в состав агломерации были включены также Сенгилеевский и Тереньгульский районы Ульяновской области.

## Население
По результатам переписи 2020—2021 годов численность населения Ульяновско-Димитровградской агломерации в границах без Сенгилеевского и Тереньгульского районов составляла порядка 923,8 тысяч человек. В границах всех 11 входящих в её состав муниципальных образований на 1 января 2024 года число жителей агломерации оценивалось Росстатом в 945 061.